# Maxera arizanensis
Maxera arizanensis är en fjärilsart som beskrevs av Alfred Ernest Wileman 1914. Maxera arizanensis ingår i släktet Maxera och familjen nattflyn. Inga underarter finns listade i Catalogue of Life.